# リステッド競走
リステッド競走（リステッドきょうそう、英語: Listed races）は競馬の競走の国際的な分類のひとつ。1970年代にヨーロッパで制定、パターン競走のうち下位のものを中心にリステッド競走として分類した。日本ではこれに準重賞の訳語が与えられることもあった。
2019年から日本中央競馬会は新たな格付け表記として「リステッド競走」を導入した。これは「グレード競走に次ぐ重要な競走」「特別競走の中でも競走体系上重賞競走に次ぐ重要なレース」と位置づけられ、オープン競走の一部が指定された。

## 世界のリステッド競走制度
20世紀中頃まで、世界の競馬開催地では、国や地域、あるいは国際的な規模での競走の体系化は行われておらず、国ごと・地域ごとに古典的・伝統的な競走が「無計画な組み合わせ」で実施されていた。
1943年からイギリス国内での競走体系の再編が議論されるようになり、1960年代にはこれが発展して競馬パターン委員会が発足した。さらに1970年にイギリス・アイルランド・フランスの競馬統括機関により、国際的な競走体系制度としてグループ制度（Group System）が創設された。グループ制度は1970年代にヨーロッパで急速に広まり、イタリア・ドイツも参加した。アメリカ合衆国でもほぼ同様のグレード制度（Grade System）が制定された。これは格上から順に「グレード1」（Grade1）・「グレード2」・「グレード3」という術語を用いる以外はヨーロッパの「グループ制度」とほぼ同等である。
この制度は、毎年行われる競走（パターン競走）を4ランクに分類する。最上級のカテゴリーは「グループ1」（Group One）と呼ばれ、各国のクラシック競走や凱旋門賞、キングジョージ6世&クイーンエリザベスステークスなど、主要な国際馬齢重量の競走とされる。「グループ2」（Group Two）はこれにグループ1に準ずるもの、「グループ3」（Group Three）はクラシック競走のトライアル競走などによって構成することとなった。
これら3ランクに次ぐ4番目のカテゴリーとして定められたのがリステッド競走（Listed races）である。このカテゴリーは「グループ競走基準以下の良馬のため」のものと位置づけられた。グループ1からグループ3までの格付けは国際間の協議により定められるが、リステッド競走はその国で独自に定められるとした。
グループ制・グレード制は、競馬の国際化が急速にすすむなかで、国や大陸の垣根を超えての競走馬の遠征や売買を円滑にするために用いられる。理論上、ヨーロッパの「グループ1」も、アメリカ合衆国の「グレード1」も、南米の「グレード1」も、等しい価値を持っているということになっている。

## JRAのリステッド競走

### リステッド競走の「導入」
日本中央競馬会（JRA）は2019年から、新たな格付けとして「リステッド競走」を導入した。JRAのリステッド競走は、「グレード競走に次ぐ重要な競走」「オープン特別競走の中で質の高い競走」として一部を指定したものである。指定を受けた競走には、名称（「○○ステークス」等）の後ろに "（L）"を付与して表記される。
従前は、「オープン競走」のなかでもトップクラスの階級として「GI」「GII」「GIII」を定め、この3ランクを「重賞競走（グレード競走）」としてきた。これ以外のオープン競走のあいだには格付けの差がなかったが、「リステッド競走」の導入によって、オープン競走は「グレード競走」「リステッド競走」「それ以外」の3ランクに格付けされることとなる。
実際のところ、2007年に日本がパート1国に昇格して以来、国際的には既に日本国内の競走にはG1・G2・G3・Lの格付が与えられていた。しかしJRAは日本国内のファン向けにはリステッド競走の概念を公表していなかった。

### リステッド競走とJRAのレース体系
この格付は日本グレード格付け管理委員会によって定められる。その基準となるのは、過去3年間のレースレーティング（R.R.）の平均値が100以上（2歳戦と牝馬限定戦は95以上）であることとなっている。これが3年の平均値が97を下回るとリステッド格付を自動的に失う。
2018年の時点で、この基準をクリアする競走はJRAのオープン特別競走のなかでも100以上ある。しかしJRAは、その全てをリステッド格付とするのではなく、導入1年目となる2019年は63競走を「リステッド競走」に格付けした。これはJRAが興行上の効果をねらって意図的に取捨選択したものである。たとえば3歳戦の芝の競走はすべてリステッド競走としている。逆に、サマー2000シリーズに強い馬が集まるように、夏場のオープン競走で高いレートがある競走でもリステッド競走に指定していない。
これにはJRAが2019年に実施する競走馬の階級分けの制度の変更が関係している。この体系変更では競走馬の「降級制度」が廃止されるため、オープン級に入る競走馬が増加することになる。そうするとオープン級の競走馬のなかで出走機会を失うものが増えることが予想されるため、オープン級の競走のなかに「上位オープン」としてのリステッド競走と、そうでないオープン競走をつくることで、各馬の実力に見合った出走機会の選択肢を提供しようというものである。
オープンクラス以上の競走馬の序列づけに用いる「収得賞金」と呼ばれる独自の計算値（単純な賞金総額とは異なる計算方式によって算出される）があり、「リステッド競走」の勝馬はただの「オープン競走」と較べて200万円多く「収得賞金」が加算されることになった。
2025年よりリステッド競走であった米子ステークスが「しらさぎステークス」と改称され、重賞に格付（発表段階では「新設重賞」。並行して過去の米子ステークスのレースレーティングを基に、日本グレード格付管理委員会へGIIIとしての格付を申請し、同年1月22日付でGIII格付承認）されることとなり、リステッド競走から初の重賞昇格となった。

### リステッド競走一覧
2025年に実施されるリステッド競走は以下の通りである。施行場・距離・実施月は基本の設定に基づく（負担重量は年度により変動があり得るため、記載しない）。小倉競馬場では制度導入以降、リステッド競走は代替開催も含めて未実施である。
距離の（外）は外回りコース、（直線）は直線コースを表す。
なお、地方競馬においてはダートグレード競走として施行されている全日本2歳優駿（JpnI）が外国馬にも開放されている競走のため唯一リステッド競走に格付けされている。
| 年齢条件 | 競走名                                   | 施行場 | 施行距離        | 施行時期       | 限定条件 | 備考 |
| -------- | ---------------------------------------- | ------ | --------------- | -------------- | -------- | --- |
| 2歳      | アイビーステークス                       | 東京   | 芝1800m         | 10月           |          | |
| 2歳      | 萩ステークス                             | 京都   | 芝（外）1800m   | 10月           |          | 2021・2022年は阪神・芝（外）1800mで実施 |
| 3歳      | ジュニアカップ                           | 中山   | 芝（外）1600m   | 1月            |          | |
| 3歳      | 紅梅ステークス                           | 京都   | 芝（外）1400m   | 1月            | 牝馬     | 2021〜2023・2025年は中京・芝1400mで実施 |
| 3歳      | 若駒ステークス                           | 京都   | 芝2000m         | 1月            |          | 2021〜2023・2025年は中京・芝2000mで実施 |
| 3歳      | クロッカスステークス                     | 東京   | 芝1400m         | 1月または2月   |          | |
| 3歳      | エルフィンステークス                     | 京都   | 芝（外）1600m   | 2月            | 牝馬     | 2021〜2023年は中京・芝1600mで実施 |
| 3歳      | ヒヤシンスステークス                     | 東京   | ダート1600m     | 2月            |          | 「JAPAN ROAD TO THE KENTUCKY DERBY」対象レース |
| 3歳      | マーガレットステークス                   | 阪神   | 芝1200m         | 2月            |          | 2025年は京都・芝1200mで実施 |
| 3歳      | すみれステークス                         | 阪神   | 芝2200m         | 2月または3月   |          | |
| 3歳      | アネモネステークス                       | 中山   | 芝（外）1600m   | 3月            | 牝馬     | 桜花賞トライアル（1・2着馬優先出走権付与） |
| 3歳      | 若葉ステークス                           | 阪神   | 芝2000m         | 3月            |          | 皐月賞トライアル（1・2着馬優先出走権付与） |
| 3歳      | 忘れな草賞                               | 阪神   | 芝2000m         | 4月            | 牝馬     | |
| 3歳      | スイートピーステークス                   | 東京   | 芝1800m         | 4月または5月   | 牝馬     | オークストライアル（1着馬優先出走権付与） |
| 3歳      | プリンシパルステークス                   | 東京   | 芝2000m         | 4月または5月   |          | 日本ダービートライアル（1着馬優先出走権付与） 2019年は悪天候（雹）で開催打ち切りとなり翌週に延期し実施 |
| 3歳      | 橘ステークス                             | 京都   | 芝（外）1400m   | 5月            |          | 2021・2022年は中京・芝1400mで実施 |
| 3歳      | 鳳雛ステークス                           | 京都   | ダート1800m     | 5月            |          | 2021・2022年は中京・ダート1800mで実施 |
| 3歳      | 白百合ステークス                         | 京都   | 芝（外）1800m   | 5月または6月   |          | 2021・2022年は中京・芝2000mで実施 |
| 4歳以上  | ニューイヤーステークス                   | 中山   | 芝（外）1600m   | 1月            |          | |
| 4歳以上  | すばるステークス                         | 京都   | ダート1400m     | 1月            |          | 2021〜2023・2025年は中京・ダート1400mで実施 |
| 4歳以上  | 淀短距離ステークス                       | 京都   | 芝1200m         | 1月            |          | 2021〜2023・2025年は中京・芝1200mで実施 |
| 4歳以上  | 白富士ステークス                         | 東京   | 芝2000m         | 1月または2月   |          | |
| 4歳以上  | 洛陽ステークス                           | 京都   | 芝（外）1600m   | 2月            |          | 2021〜2023年は阪神・芝（外）1600mで実施 |
| 4歳以上  | 仁川ステークス                           | 阪神   | ダート2000m     | 2月または3月   |          | |
| 4歳以上  | 大阪城ステークス                         | 阪神   | 芝（外）1800m   | 3月            |          | |
| 4歳以上  | コーラルステークス                       | 阪神   | ダート1400m     | 3月            |          | 2020〜2022年は4月 |
| 4歳以上  | 東風ステークス                           | 中山   | 芝（外）1600m   | 3月            |          | |
| 4歳以上  | 六甲ステークス                           | 阪神   | 芝（外）1600m   | 3月            |          | |
| 4歳以上  | 京葉ステークス                           | 中山   | ダート1200m     | 4月            |          | |
| 4歳以上  | 春雷ステークス                           | 中山   | 芝（外）1200m   | 4月            |          | |
| 4歳以上  | 福島民報杯                               | 福島   | 芝2000m         | 4月            |          | 2021年は新潟・芝（外）2000mで実施 |
| 4歳以上  | オアシスステークス                       | 東京   | ダート1600m     | 4月            |          | |
| 4歳以上  | ブリリアントステークス                   | 東京   | ダート2100m     | 4月または5月   |          | |
| 4歳以上  | 谷川岳ステークス                         | 新潟   | 芝1400m         | 5月            |          | 2019年から2024年まで新潟・芝（外）1600mで実施。2019・2023・2024年は4月。 |
| 4歳以上  | メトロポリタンステークス                 | 東京   | 芝2400m         | 5月            |          | 2019年は悪天候（雹）で開催打ち切りとなり実施されず |
| 4歳以上  | 都大路ステークス                         | 京都   | 芝（外）1800m   | 5月            |          | 2021・2022年は中京・芝2000mで実施 |
| 4歳以上  | 栗東ステークス                           | 京都   | ダート1400m     | 5月            |          | 2021・2022年は中京・ダート1400mで実施 |
| 4歳以上  | 安土城ステークス                         | 京都   | 芝（外）1400m   | 5月または6月   |          | 2021・2022年は中京・芝1400mで実施 |
| 3歳以上  | ウッドバイン競馬場賞パラダイスステークス | 東京   | 芝1400m         | 6月            |          | 2020年まで「パラダイスステークス」として実施 |
| 3歳以上  | 大沼ステークス                           | 函館   | ダート1700m     | 6月または7月   |          | 2021年は札幌・ダート1700mで実施 |
| 3歳以上  | 札幌日経賞                               | 札幌   | 芝2600m         | 7月            |          | 2019年～2024年まで「札幌日経オープン」として8月に実施。2021年は函館・芝2600mで実施。 |
| 3歳以上  | 名鉄杯／ジュライステークス               | 中京   | ダート1800m     | 7月または8月   |          | 2020〜2022年および2024年は「ジュライステークス」として実施（2020年は阪神・ダート1800m、2021年・2022年・2024年は福島・ダート1700m）。当該期間は別途非リステッド競走として「名鉄杯」を実施（2020〜2022年は3月に中京・ダート1400m、2024年は8月に中京・ダート1800m） |
| 3歳以上  | BSN賞                                    | 新潟   | ダート1800m     | 8月            |          | |
| 3歳以上  | 朱鷺ステークス                           | 新潟   | 芝1400m         | 8月            |          | |
| 3歳以上  | エニフステークス                         | 阪神   | ダート1400m     | 8月または9月   |          | 2020〜2022年・2024年は中京・ダート1400mで実施 |
| 3歳以上  | ポートアイランドステークス               | 阪神   | 芝（外）1600m   | 9月            |          | 2020〜2022年・2024年は中京・芝1600mで実施。2020～2023年は10月。 |
| 3歳以上  | オパールステークス                       | 京都   | 芝1200m         | 9月または10月  |          | 2021・2022年は阪神・芝1200mで実施 |
| 3歳以上  | グリーンチャンネルカップ                 | 東京   | ダート1600m     | 9月または10月  |          | 2019〜2021年は東京・ダート1400mで実施 |
| 3歳以上  | オクトーバーステークス                   | 東京   | 芝2000m         | 10月           |          | |
| 3歳以上  | ブラジルカップ                           | 東京   | ダート2100m     | 10月           |          | |
| 3歳以上  | 新潟牝馬ステークス                       | 新潟   | 芝2200m         | 10月           | 牝馬     | 2023年より新規リステッド格付（以前はオープン競走） |
| 3歳以上  | カシオペアステークス                     | 京都   | 芝（外）1800m   | 10月           |          | 2021・2022年は阪神・芝（外）1800mで実施。2020年は11月。 |
| 3歳以上  | ルミエールオータムダッシュ               | 新潟   | 芝（直線）1000m | 10月           |          | |
| 3歳以上  | まほろばステークス／信越ステークス       | 京都   | 芝1600m         | 10月または11月 |          | 2019～2024年は「信越ステークス」として実施（新潟・芝1400m）。 |
| 3歳以上  | オーロカップ                             | 東京   | 芝1400m         | 11月           |          | |
| 3歳以上  | アンドロメダステークス                   | 京都   | 芝2000m         | 11月           |          | 2020〜2022年は阪神・芝2000mで実施 |
| 3歳以上  | 福島民友カップ                           | 福島   | ダート1700m     | 11月           |          | |
| 3歳以上  | キャピタルステークス                     | 東京   | 芝1600m         | 11月           |          | |
| 3歳以上  | ラピスラズリステークス                   | 中山   | 芝（外）1200m   | 12月           |          | |
| 3歳以上  | 師走ステークス                           | 中山   | ダート1800m     | 12月           |          | |
| 3歳以上  | リゲルステークス                         | 阪神   | 芝（外）1600m   | 12月           |          | 2024年は京都・芝（外）1600mで実施 |
| 3歳以上  | ディセンバーステークス                   | 中山   | 芝1800m         | 12月           |          | |
| 3歳以上  | ベテルギウスステークス                   | 阪神   | ダート1800m     | 12月           |          | 2024年は京都・ダート1800mで実施 |

## 略記号
国際格付番組企画諮問委員会（IRPAC）は、世界各国の競走の格付けをまとめた「インターナショナル・カタロギング・スタンダード・ブック」（International Cataloguing Standards Book）を管理している。これは通称「ブルーブック」と呼ばれている。

### L
「リステッド・レース（Listed races、リステッド競走）」は、略記号として「L」が用いられる。

### R
「リストリクテッド・レース（Restricted race、制限された競走）」のこと。略記号は「R」。
IRPACは競走の国際的格付けする上で、原則としてその競走の出走条件は「性別」と「馬齢」以外の制限を設けてはいけないこととしている。たとえば生産国、生産地、調教国、血統や所属、取引様態、獲得賞金や勝利数などの条件で出走できるかどうか制約のある競走は、基本的にG格付け対象外である。ただしパートI国のうち、北米など、地域によってはこうした競走を「リストリクテッド・レース」と称することが認められており「R」の略称表記が行われる。

### LR
「リステッド・リストリクテッド・レース（Listed Restricted race：制限されたリステッド競走）」のこと。略記号は「LR」。
「リストリクテッド・レース」（R）に該当するも、ブルーブックやセリ名簿への記載が認められている競走のこと。
日本国内では、中央競馬や地方競馬で行われる競走のうち、生産国や所属などの制限によって正式G表記が行えず、独自に「JpnI」などの格付け表記を行っている競走には、国際的にはこの格付が与えられている。ただし、2010年までIRPACは、日本国内の競走を「L」と「LR」に区別せず、「L」表記のみ行ってきた。2011年からは「LR」と「L」が区別されている。
例えば、外国調教馬や地方競馬所属馬が出走可能な2018年のアンドロメダステークス（京都競馬場（国際）（特指））は「L」（リステッド）格付けが与えられている。一方、外国調教馬の出走ができない2018年のアネモネステークス（中山競馬場）は「LR」（リステッド・リストリクテッド）格付けが与えられている。どちらの競走も、主催者であるJRAは「オープン特別（OP）」として施行していた。なお後者は2019年より外国調教馬の出走を可能としたうえで「L」（リステッド）格付けを与えている。
同じ2018年にJRAの京都競馬場で行われたJBCクラシック・JBCスプリント・JBCレディスクラシックの3競走は、国内向けには「JpnI」表記で行われた。この3競走も「ブルーブック」上は「L」（リステッド競走）に格付けされている。
地方競馬にて施行されるJpn表記の重賞競走はほぼすべて「LR」格付となっている。なお、2010年のジャパンダートダービー（大井競馬場）は外国調教馬の出走はできないため国内的には「JpnI」格付けで実施されているが、「ブルーブック」では「L」格付けが行われていた。しかし2011年以降は「LR」格付け表記になっている。数少ない例外として、全日本2歳優駿（JpnI）は2017年まで「LR」格付けであったが、2018年以降国際競走として施行されるようになり、「L」格付けに変更となっている。